# 플럼밥 작전
플럼밥 작전(영어: Operation Plumbbob)은 1957년 5월 28일부터 10월 7일까지 네바다 핵 실험장에서 프로젝트 57에 이어 프로젝트 58/58A에 앞서 진행된 핵실험 시리즈이다.

## 배경
이 작전은 29회의 폭발로 구성되었으며, 이 중 핵 수율을 발생시키지 않은 것은 두 번뿐이었다. 21개 연구소와 정부 기관이 참여했다. 플럼밥 작전의 대부분의 실험은 대륙간 탄도 미사일 및 중거리 탄도 미사일용 탄두 개발에 기여했지만, 더 작은 위력의 대공 방어 및 대잠 탄두도 시험했다. 여기에는 민군 구조물에 대한 43가지 군사 효과 실험, 방사선 및 생물 의학 연구, 항공기 구조 실험이 포함되었다. 플럼밥 작전은 미국 핵 실험 프로그램에서 현재까지 가장 높은 탑 실험과 고고도 풍선 실험을 포함했다. 한 핵 실험은 미국 핵 실험과 관련된 역사상 가장 큰 병력 기동을 포함했다.
약 18,000명의 미국 공군, 육군, 해군 및 해병대 대원들이 플럼밥 작전 중 데저트 록 VII 및 VIII 훈련에 참여했다. 군은 일반 보병이 전술적 핵전쟁 전장의 혹독함에 신체적으로나 심리적으로 어떻게 견딜지 알고 싶어 했다.
플럼밥 작전 동안 거의 1,200마리의 돼지가 생물 의학 실험과 폭발 효과 연구에 사용되었다. 프리실라 실험(37kt)에서는 프렌치맨 플랫에서 719마리의 돼지가 다양한 실험에 사용되었다. 일부 돼지는 높은 우리에 넣어지고 다른 재료로 만든 옷을 입혀 어떤 재료가 열 복사로부터 가장 잘 보호하는지 시험했다. PBS 다큐멘터리 다크 서클에 나와 있듯이, 돼지들은 살아남았지만 몸의 80%에 3도 화상을 입었다. 다른 돼지들은 살아있는 목표물에 대한 비산 파편의 영향을 시험하기 위해 진원에서 측정된 거리에 있는 큰 유리판 뒤의 우리에 넣어졌다.
무기 우발적 폭발의 방사능 오염 및 낙진에 대한 연구가 수행되었으며, 지표면 운동, 폭발 하중 및 중성자 출력에 관한 프로젝트가 수행되었다.
핵무기 안전 실험은 사고 시 핵무기 폭발 가능성을 연구하기 위해 수행되었다. 1957년 7월 26일, 안전 실험인 파스칼-A가 네바다 핵 실험장의 막히지 않은 구멍에서 폭발하여 최초의 지하 수직갱 핵 실험이 되었다. 얻어진 지식은 항공기 추락과 같은 우발적 폭발 시 핵 출력 방지에 대한 데이터를 제공했다.

1957년 7월 19일 존 실험은 핵탄두를 장착한 공군의 AIR-2A 지니 로켓의 유일한 시험이었다. 이 로켓은 유카 플랫의 네바다 국가 안보 실험장 상공에서 F-89J 스콜피온 전투기에서 발사되었다. 지상에서 공군은 5명의 공군 장교와 영화 촬영 기사를 폭발의 지상 진원지 아래에 세워두는 홍보 행사를 진행했다. 폭발은 18,500 and 20,000 피트 (5,600 and 6,100 m) 고도에서 발생했으며, 이는 민간인 거주 지역 상공에서 무기를 사용해도 해로운 영향이 없음을 시연하려는 의도였다. 이 5명의 장교는 시드니 C. 브루스 대령(후에 콜로라도 대학교 전기 공학 교수, 2005년 사망), 프랭크 P. 볼 중령(2003년 사망), 존 W. 휴즈 2세 소령(1990년 사망), 노먼 B. 보딘저 소령(1997년 사망), 도널드 A. 루트렐 소령(2014년 사망)이었다. 비디오 촬영 기사인 아키라 "조지" 요시타케는 2013년에 사망했다.

1957년 9월 19일 실시된 레이니어 실험은 최초의 완전 밀폐 지하 핵 실험으로, 핵분열 생성물이 대기 중으로 방출되지 않았다는 것을 의미한다. 1.7 kt의 이 실험은 일반적인 지진 측정기를 사용하는 지진학자들에 의해 전 세계에서 감지될 수 있었다. 레이니어 실험은 더 크고 강력한 지하 실험의 원형이 되었다.

업샷-노트홀 그레이블의 이미지가 1957년 플럼밥 작전의 프리실라 실험에 속하는 것으로 실수로 재분류되었다. 결과적으로 공식 정부 문서를 포함한 출판물에는 사진이 잘못 표시되어 있다. 그레이블의 이미지와 영상에 두드러지게 나타나는 실험 로켓의 흔적으로 두 실험을 구분할 수 있지만, 실제 프리실라 실험에서는 거의 완전히 나타나지 않는다.

## 사라진 강철 보어 캡
1956년, 뉴멕시코주 로스앨러모스 국립연구소의 로버트 브라운리는 핵폭발이 지하에서 수행될 수 있는지 검토해 달라는 요청을 받았다. 첫 번째 지하 실험은 파스칼 A로 알려진 핵 장치였는데, 500 ft (150 m) 깊이의 시추공으로 내려졌다. 그러나 폭발력은 예상보다 5만 배나 커서 수백 미터 상공으로 화염이 솟아올랐다. 1957년 8월 파스칼-B 핵 실험 중, 브라운리가 작동하지 않을 것이라고 예측했음에도 불구하고, 핵 폭발을 막기 위해 900-킬로그램 (2,000 lb) 강철 뚜껑이 시추공 위에 용접되었다. 파스칼-B가 폭발했을 때, 폭발은 시험용 수직갱을 따라 곧장 위로 솟아올라 뚜껑을 대기 중으로 날려 보냈다. 이 판은 발견되지 않았다. 과학자들은 압축 가열로 인해 판이 대기권을 통과하면서 증발했다고 믿는다. 밀리초당 한 프레임을 촬영하는 고속 카메라가 시추공에 초점을 맞추었는데, 이는 판의 속도를 연구하는 것이 과학적으로 중요하다고 여겨졌기 때문이다. 폭발 후, 판은 단 한 프레임에만 나타났다. 브라운리는 속도에 대해 "프레임 사이의 시간을 고려하여 하한을 계산할 수 있었다(그리고 그 시간이 얼마였는지 기억하지 못한다)"고 말했으며, "박쥐처럼" 빠르다고 농담했다. 브라운리는 폭발과 수직갱의 특정 설계가 결합되어 판이 지구 탈출 속도의 약 6배에 달하는 속도로 가속될 수 있다고 추정했다.

## 실험 목록
| 이름            | 날짜 시간 (UTC) (현지: PST, −8 시간) | 장소 | 표고 (높이) + 높이                       | 운반 수단 목적            | 장치                                                                        | 수율      | 낙진                                  | 참고                                            | 비고 |
| --------------- | ------------------------------------ | --- | ---------------------------------------- | ------------------------- | --------------------------------------------------------------------------- | --------- | ------------------------------------- | ----------------------------------------------- | --- |
| 볼츠만          | 1957년 5월 28일 11:55:00.2           | NTS 7c 구역 북위 37° 05′ 41″ 서경 116° 01′ 28″ / 북위 37.0947° 서경 116.0245° | 1,294 m (4,245 ft) + 150 m (490 ft)      | 탑, 무기 개발             | XW-40                                                                       | 12 kt     | I-131 방출 감지, 1.9 MCi (70 PBq)     | [ 1 ] [ 11 ] [ 12 ] [ 13 ] [ 14 ] [ 15 ]        | XW-40 경량 부스트형 핵분열 탄두 시험. |
| 프랭클린        | 1957년 6월 2일 11:54:59.9            | NTS T3 구역 북위 37° 02′ 52″ 서경 116° 01′ 19″ / 북위 37.0477° 서경 116.022° | 1,229 m (4,032 ft) + 90 m (300 ft)       | 탑, 무기 개발             | XW-30 ?                                                                     | 140 t     | I-131 방출 감지, 19 kCi (700 TBq)     | [ 1 ] [ 11 ] [ 12 ] [ 13 ] [ 14 ] [ 15 ]        | XW-30 탄두 시험, 실패. 프랭클린 프라임으로 성공적으로 재시험됨, 코어에 더 많은 핵분열 물질과 다른 폭약 사용.                                                            |
| 라센            | 1957년 6월 5일 11:45:00.3            | NTS B9a 구역 ~ 북위 37° 08′ 05″ 서경 116° 02′ 30″ / 북위 37.1347° 서경 116.0417° | 1,595 m (5,233 ft) + 150 m (490 ft)      | 풍선, 무기 개발           |                                                                             | 600 t     | I-131 방출 감지, 100 Ci (3,700 GBq)   | [ 1 ] [ 11 ] [ 12 ] [ 15 ]                      | 피즐, 비부스트형 전 오르알로이 소형 무기 설계. |
| 윌슨            | 1957년 6월 18일 11:45:00.3           | NTS B9a 구역 ~ 북위 37° 08′ 05″ 서경 116° 02′ 30″ / 북위 37.1347° 서경 116.0417° | 1,589 m (5,213 ft) + 150 m (490 ft)      | 풍선, 무기 개발           | XW-45X1                                                                     | 10 kt     | I-131 방출 감지, 1.5 MCi (56 PBq)     | [ 1 ] [ 11 ] [ 12 ] [ 14 ] [ 15 ]               | XW-45X1 스완 실험, 가스 부스트형 복합 피트. |
| 프리실라        | 1957년 6월 24일 13:30:00.1           | NTS 5구역 북위 36° 47′ 53″ 서경 115° 55′ 47″ / 북위 36.798° 서경 115.9298° | 940 m (3,080 ft) + 210 m (690 ft)        | 풍선, 무기 개발           | Mk-15/39 1차                                                                | 37 kt     | I-131 방출 감지, 5.8 MCi (210 PBq)    | [ 1 ] [ 12 ] [ 13 ] [ 14 ] [ 15 ]               | OTS 무기 효과 실험. 레드윙 라크로스에서 실험된 것과 유사. |
| 쿨롱-A          | 1957년 7월 1일 17:30:??              | NTS S3h 구역 북위 37° 03′ 11″ 서경 116° 02′ 02″ / 북위 37.053° 서경 116.034° | 1,231 m (4,039 ft) + 0                   | 건조 지표면, 안전 실험    | XW-31                                                                       | 수율 없음 |                                       | [ 1 ] [ 11 ] [ 12 ] [ 14 ] [ 15 ] [ 16 ]        | 안전 실험, 성공. |
| 후드            | 1957년 7월 5일 11:40:00.1            | NTS B9a 구역 ~ 북위 37° 08′ 05″ 서경 116° 02′ 30″ / 북위 37.1347° 서경 116.0417° | 1,285 m (4,216 ft) + 460 m (1,510 ft)    | 풍선, 무기 개발           | 스완 1차 장치 및 휘슬 2차 장치. 완전 규모 장치 시험은 하드택 I 메이플 실험. | 74 kt     | I-131 방출 감지, 11 MCi (410 PBq)     | [ 1 ] [ 11 ] [ 12 ] [ 13 ] [ 15 ]               | CONUS에서 가장 큰 대기 실험. AEC가 NTS에서 열핵 장치를 시험하지 않는다고 밝혔음에도 불구하고 2단계 열핵 장치였다. 사막 바위 VII.                                        |
| 디아블로        | 1957년 7월 15일 11:30:00.1           | NTS T2b 구역 북위 37° 09′ 01″ 서경 116° 06′ 34″ / 북위 37.1502° 서경 116.1095° | 1,367 m (4,485 ft) + 150 m (490 ft)      | 탑, 무기 개발             | 스완                                                                        | 17 kt     | I-131 방출 감지, 2.5 MCi (93 PBq)     | [ 1 ] [ 11 ] [ 12 ] [ 13 ] [ 15 ]               | 샤스타 실험 장치와 매우 유사. 2단계. 3일 전 첫 발사 시도에서 오작동. |
| 존              | 1957년 7월 19일 14:00:04.6           | NTS 1–4, 6–10 구역, 유카 플랫에서 발사: 10 북위 37° 00′ 00″ 서경 116° 03′ 14″ / 북위 37° 서경 116.0539° , 표고: 1,220 + 5,600 m (4,000 + 18,370 ft); NTS 상공에서 폭발 북위 37° 09′ 38″ 서경 116° 03′ 14″ / 북위 37.1605° 서경 116.0539° | 1,280 m (4,200 ft) + 5,639 m (18,501 ft) | 공중 발사 로켓, 무기 효과 | W-25                                                                        | 2 kt      | I-131 방출 감지, 6.1MCi?              | [ 1 ] [ 12 ] [ 13 ] [ 14 ] [ 15 ]               | AIR-2A 지니 공대공 로켓의 성능 시험. 5명의 미 공군 장교와 비디오 촬영가가 진원지 아래와 폭발, 섬광, 폭풍 동안 서 있어서 유명해진 실험.                                  |
| 케플러          | 1957년 7월 24일 11:49:59.9           | NTS 4구역 북위 37° 05′ 44″ 서경 116° 06′ 13″ / 북위 37.09549° 서경 116.10354° | 1,318 m (4,324 ft) + 150 m (490 ft)      | 탑, 무기 개발             | XW-35 1차 장치?                                                             | 10 kt     | I-131 방출 감지, 1.7 MCi (63 PBq)     | [ 1 ] [ 11 ] [ 12 ] [ 13 ] [ 14 ] [ 15 ]        | ICBM 탄두, 하드택 I/코아와 유사. |
| 오웬스          | 1957년 7월 25일 13:29:59.7           | NTS B9b 구역 ~ 북위 37° 08′ 05″ 서경 116° 02′ 30″ / 북위 37.1347° 서경 116.0417° | 1,260 m (4,130 ft) + 150 m (490 ft)      | 풍선, 무기 개발           | XW-51 ?                                                                     | 9.7 kt    | I-131 방출 감지, 1.7 MCi (63 PBq)     | [ 1 ] [ 11 ] [ 12 ] [ 14 ] [ 15 ]               | 매우 작은 부스트형 플루토늄 장치, XW-51 전신. |
| 파스칼-A        | 1957년 7월 26일 08:00:00.0           | NTS U3j 구역 북위 37° 03′ 06″ 서경 116° 02′ 03″ / 북위 37.05175° 서경 116.03415° | 1,202 m (3,944 ft)–150 m (490 ft)        | 지하 수직갱, 안전 실험    |                                                                             | 55 t      | I-131 방출 감지, 10 kCi (370 TBq)     | [ 1 ] [ 12 ] [ 13 ] [ 15 ]                      | 원래 갈릴레오 A. 단일 지점 안전 실험, 실패. 예상 수율은 1 kg 미만. 두께 2 m (6 ft 7 in) 콘크리트 원통이 튜브 위로 100 m (330 ft) 사라졌다.                              |
| 스토크스        | 1957년 8월 7일 12:25:00.2            | NTS B7b 구역 ~ 북위 37° 05′ 12″ 서경 116° 01′ 28″ / 북위 37.0866° 서경 116.0245° | 1,250 m (4,100 ft) + 460 m (1,510 ft)    | 풍선, 무기 개발           | XW-30                                                                       | 19 kt     | I-131 방출 감지, 2.8 MCi (100 PBq)    | [ 1 ] [ 11 ] [ 12 ] [ 13 ] [ 14 ] [ 15 ]        | 전술 핵 지뢰 (TADM) 및 탈로스 SAM 탄두. |
| 새턴            | 1957년 8월 10일 00:59:55.1           | NTS U12c.02 구역 북위 37° 11′ 37″ 서경 116° 12′ 02″ / 북위 37.19355° 서경 116.20059° | 1,231 m (4,039 ft)–39.01 m (128.0 ft)    | 터널, 안전 실험           | XW-45X1                                                                     | 50 kg     |                                       | [ 1 ] [ 12 ] [ 14 ] [ 15 ] [ 18 ]               | 단일 지점 안전 실험; 레이니어 터널에서의 첫 실험. |
| 샤스타          | 1957년 8월 18일 12:00:00.0           | NTS 2a 구역 북위 37° 07′ 41″ 서경 116° 06′ 26″ / 북위 37.128° 서경 116.1073° | 1,339 m (4,393 ft) + 150 m (490 ft)      | 탑, 무기 개발             | 스완                                                                        | 17 kt     | I-131 방출 감지, 2.5 MCi (93 PBq)     | [ 1 ] [ 11 ] [ 12 ] [ 13 ] [ 15 ]               | 2단계 열핵 설계. |
| 도플러          | 1957년 8월 23일 12:30:00.1           | NTS B7b 구역 ~ 북위 37° 05′ 12″ 서경 116° 01′ 28″ / 북위 37.0866° 서경 116.0245° | 1,282 m (4,206 ft) + 460 m (1,510 ft)    | 풍선, 무기 개발           | XW-34 ?                                                                     | 11 kt     | I-131 방출 감지, 1.7 MCi (63 PBq)     | [ 1 ] [ 11 ] [ 12 ] [ 13 ] [ 14 ] [ 15 ]        | LASL 가스 부스트형 내파 장치, XW-34 실험 가능성. |
| 파스칼-B        | 1957년 8월 27일 22:35:00.0           | NTS U3d 구역 북위 37° 02′ 57″ 서경 116° 02′ 05″ / 북위 37.04903° 서경 116.0347° | 1,229 m (4,032 ft)–150 m (490 ft)        | 지하 수직갱, 안전 실험    |                                                                             | 300 t     |                                       | [ 1 ] [ 11 ] [ 12 ] [ 13 ] [ 15 ]               | 수직갱 안전 실험, 실패. 수백 파운드(1톤)의 수직갱 캡을 약 66 km/s (41 mi/s) 속도로 날려 보냈지만, 위 섹션에서 언급되었듯이 우주에 도달했다는 주장은 논쟁의 여지가 있다. |
| 프랭클린 프라임 | 1957년 8월 30일 12:39:59.9           | NTS B7b 구역 ~ 북위 37° 05′ 12″ 서경 116° 01′ 28″ / 북위 37.0866° 서경 116.0245° | 1,282 m (4,206 ft) + 230 m (750 ft)      | 풍선, 무기 개발           |                                                                             | 4.7 kt    | I-131 방출 감지, 690 kCi (26,000 TBq) | [ 1 ] [ 11 ] [ 12 ] [ 13 ] [ 14 ] [ 15 ]        | 더 많은 U-235를 사용한 프랭클린 재시험. |
| 스모키          | 1957년 8월 31일 12:30:00.0           | NTS T2c 구역 북위 37° 11′ 14″ 서경 116° 04′ 08″ / 북위 37.18712° 서경 116.06887° | 1,367 m (4,485 ft) + 210 m (690 ft)      | 탑, 무기 개발             | TX-41 1차 장치                                                              | 44 kt     | I-131 방출 감지, 6.4 MCi (240 PBq)    | [ 1 ] [ 11 ] [ 12 ] [ 13 ] [ 14 ] [ 15 ] [ 19 ] | 3단계 열핵 장치 중 2단계, 레드윙/주니 및 테와와 유사. 데저트 록 VII; 3000명의 군인 방사능 노출; 80년대 예상 백혈병 사례 4건 중 10건. NTS의 마지막 원시 공중 투하 장소.  |
| 갈릴레오        | 1957년 9월 2일 12:40:00.0            | NTS T1 구역 북위 37° 03′ 11″ 서경 116° 06′ 12″ / 북위 37.053° 서경 116.1034° | 1,294 m (4,245 ft) + 150 m (490 ft)      | 탑, 무기 개발             |                                                                             | 11 kt     | I-131 방출 감지, 1.9 MCi (70 PBq)     | [ 1 ] [ 11 ] [ 12 ] [ 13 ] [ 15 ]               | LASL 부스트형 핵분열 장치 진단/탐색 실험. 데저트 록 VIII. |
| 휠러            | 1957년 9월 6일 12:45:00.0            | NTS B9a 구역 ~ 북위 37° 08′ 05″ 서경 116° 02′ 30″ / 북위 37.1347° 서경 116.0417° | 1,286 m (4,219 ft) + 150 m (490 ft)      | 풍선, 무기 개발           | XW-51 ?                                                                     | 197 t     | I-131 방출 감지, 27 kCi (1,000 TBq)   | [ 1 ] [ 11 ] [ 12 ] [ 14 ] [ 15 ]               | 재설계된 라센 장치 재시험, XW-51 공대공 탄두 전신 가능성. |
| 쿨롱-B          | 1957년 9월 6일 20:05:00.6            | NTS S3g 구역 북위 37° 02′ 34″ 서경 116° 01′ 40″ / 북위 37.0427° 서경 116.0277° | 1,225 m (4,019 ft) + 0                   | 건조 지표면, 안전 실험    | XW-31                                                                       | 300 t     | I-131 방출 감지, 42 kCi (1,600 TBq)   | [ 1 ] [ 11 ] [ 12 ] [ 14 ] [ 15 ]               | 단일 지점 안전 실험, 고한계 실험, 예상 1 kg TNT 환산, 최대 0.2 kt - 실패.                                                                                               |
| 라플라스        | 1957년 9월 8일 12:59:59.8            | NTS B7b 구역 ~ 북위 37° 05′ 12″ 서경 116° 01′ 28″ / 북위 37.0866° 서경 116.0245° | 1,282 m (4,206 ft) + 230 m (750 ft)      | 풍선, 무기 개발           | XW-33 "플리글"                                                              | 1 kt      | I-131 방출 감지, 140 kCi (5,200 TBq)  | [ 1 ] [ 11 ] [ 12 ] [ 15 ]                      | 핵 포탄용 우라늄 총열형 장치. 리틀 보이, 그레이블, 아드바크와 함께 단 4개의 총열형 무기 중 세 번째.                                                                     |
| 피조            | 1957년 9월 14일 16:44:59.8           | NTS T3b 구역 북위 37° 02′ 01″ 서경 116° 01′ 56″ / 북위 37.0336° 서경 116.0323° | 1,220 m (4,000 ft) + 150 m (490 ft)      | 탑, 무기 개발             | XW-34 ?                                                                     | 11 kt     | I-131 방출 감지, 1.7 MCi (63 PBq)     | [ 1 ] [ 11 ] [ 12 ] [ 13 ] [ 14 ] [ 15 ]        | LASL 부스트형 핵분열 장치. 아마도 XW-34 심층 폭탄의 시험. |
| 뉴턴            | 1957년 9월 16일 12:49:59.9           | NTS B7a 구역 ~ 북위 37° 05′ 12″ 서경 116° 01′ 28″ / 북위 37.0866° 서경 116.0245° | 1,282 m (4,206 ft) + 460 m (1,510 ft)    | 풍선, 무기 개발           | XW-31                                                                       | 12 kt     | I-131 방출 감지, 2.1 MCi (78 PBq)     | [ 1 ] [ 11 ] [ 12 ] [ 13 ] [ 14 ] [ 15 ]        | XW-31 변종의 LASL 시험, 열핵 시스템 모형에서 부스트형 1차 장치. 피즐처럼 들리지만 아무도 그렇게 말하지 않는다.                                                          |
| 레이니어        | 1957년 9월 19일 16:59:59.45          | NTS U12b 구역 북위 37° 11′ 45″ 서경 116° 12′ 15″ / 북위 37.19573° 서경 116.20404° | 2,295 m (7,530 ft)–272.8 m (895 ft)      | 터널, 무기 개발           | W-25                                                                        | 1.7 kt    |                                       | [ 1 ] [ 11 ] [ 12 ] [ 13 ] [ 14 ] [ 15 ] [ 18 ] | 최초의 미국 지하 핵 실험. 지하 실험의 격납 및 감지 평가, 핵 폭발물의 가능한 지하 공학 응용에 대한 데이터를 제공하는 파쇄암 굴뚝 형성.                                   |
| 휘트니          | 1957년 9월 23일 12:29:59.8           | NTS T2 구역 북위 37° 08′ 18″ 서경 116° 07′ 06″ / 북위 37.1383° 서경 116.1184° | 1,370 m (4,490 ft) + 150 m (490 ft)      | 탑, 무기 개발             | W27 1차 장치                                                                | 19 kt     | I-131 방출 감지, 2.9 MCi (110 PBq)    | [ 1 ] [ 11 ] [ 12 ] [ 14 ] [ 15 ]               | W-27 열핵 시스템 모형에서 부스트형 스완 1차 장치 시험. |
| 찰스턴          | 1957년 9월 28일 12:59:59.9           | NTS B9a 구역 ~ 북위 37° 08′ 05″ 서경 116° 02′ 30″ / 북위 37.1347° 서경 116.0417° | 1,285 m (4,216 ft) + 460 m (1,510 ft)    | 풍선, 무기 개발           |                                                                             | 12 kt     | I-131 방출 감지, 1.8 MCi (67 PBq)     | [ 1 ] [ 11 ] [ 12 ] [ 13 ] [ 15 ]               | UCRL 소형 "깨끗한" 전술 2단계 열핵 장치 시험. 2단계 발사가 실패하여 장치 피즐.                                                                                          |
| 모건            | 1957년 10월 7일 13:00:00.1           | NTS B9a 구역 ~ 북위 37° 08′ 05″ 서경 116° 02′ 30″ / 북위 37.1347° 서경 116.0417° | 1,285 m (4,216 ft) + 150 m (490 ft)      | 풍선, 무기 개발           | XW-45X1 스완/플라밍고                                                       | 8 kt      | I-131 방출 감지, 1.2 MCi (44 PBq)     | [ 1 ] [ 11 ] [ 12 ] [ 14 ] [ 15 ]               | |

## 갤러리

플럼밥-후드, 74킬로톤.
플럼밥-피조, 11킬로톤.
플럼밥-갈릴레오, 11킬로톤.
플럼밥-쿨롱-B.
플럼밥-레이니어, 1.7킬로톤.
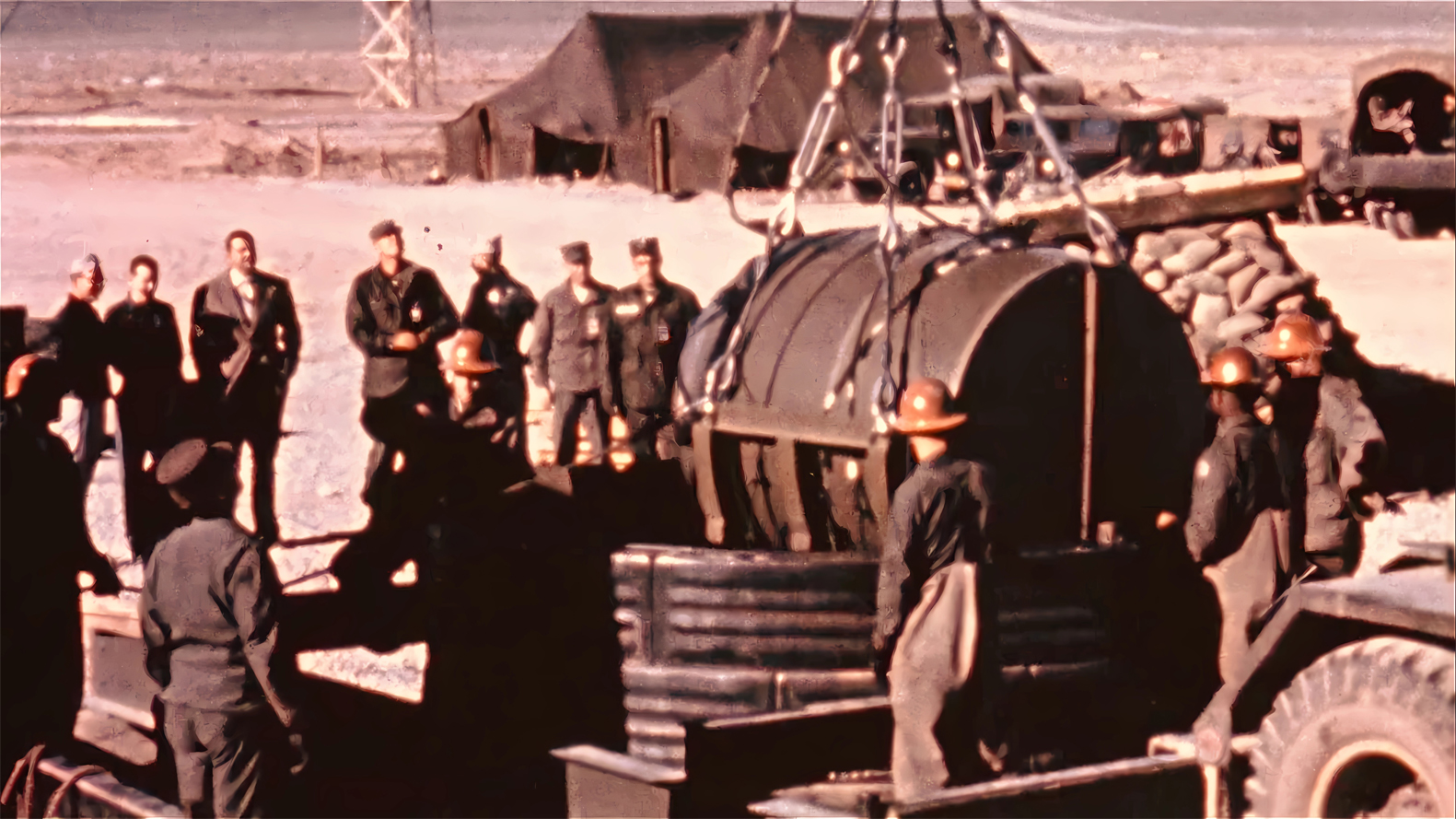
플럼밥-레이니어 장치.
플럼밥-존, 2킬로톤.
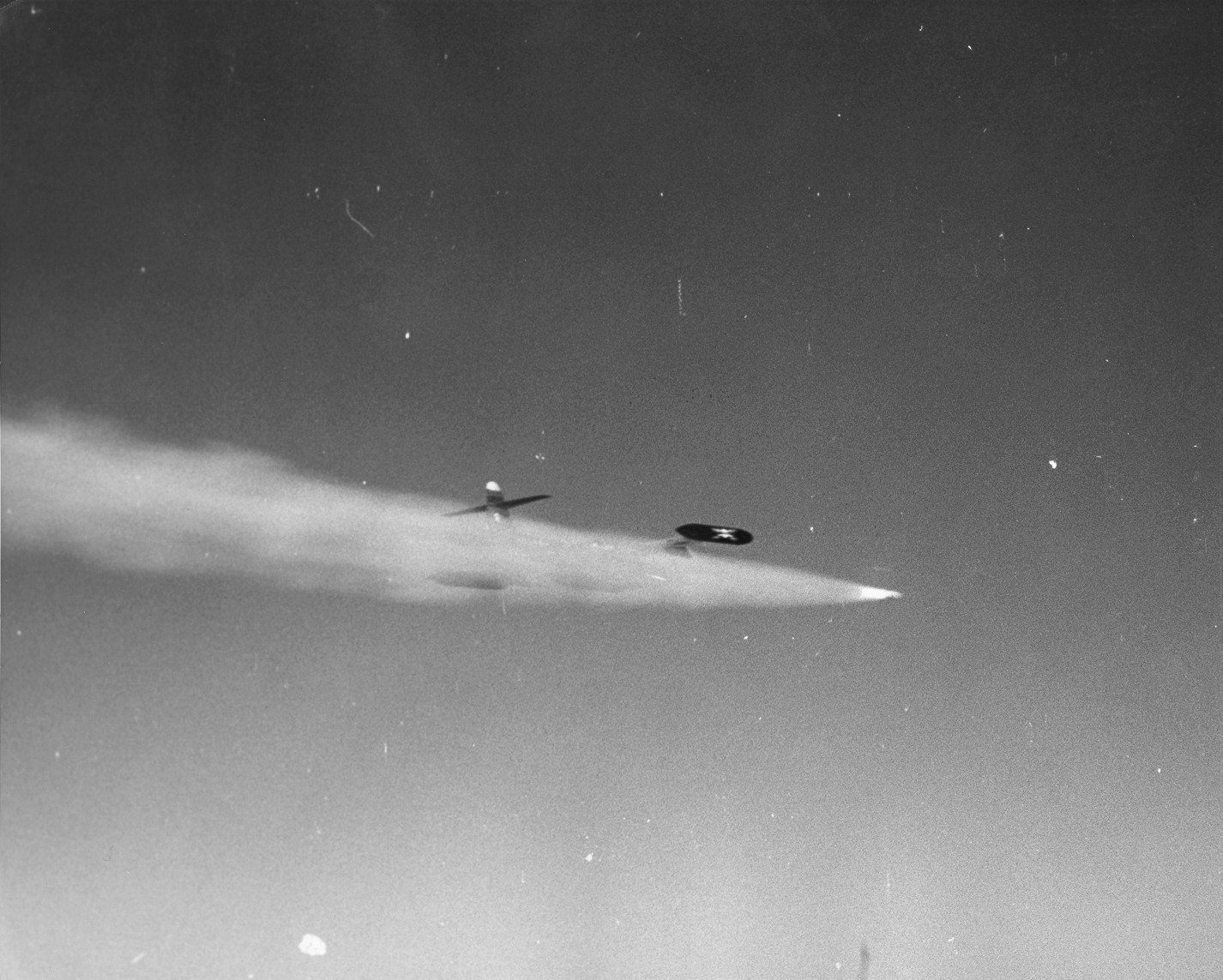
플럼밥-존 발사, F-89.

## 같이 보기
- 핵 재난 및 방사능 사고 목록
- 토츠코예 핵 훈련

## 내용주
1. ↑  UTC를 현지 표준 PST로 변환하려면 8시간을 뺀다. 결과가 00:00보다 이전이면 24시간을 더하고 날짜에서 1을 뺀다. 과거 시간대 데이터는 “Time Zone Historical Database”. iana.com. 2014년 3월 11일에 원본 문서에서 보존된 문서. 2014년 3월 8일에 확인함.에서 가져왔다.
2. ↑  대략적인 지명 및 위도/경도 참조; 로켓 탑재 실험의 경우, 발사 위치가 폭발 위치보다 먼저 지정된다(알려진 경우). 일부 위치는 매우 정확하고, 다른 위치(예: 공중 투하 및 우주 폭발)는 상당히 부정확할 수 있다. "~"는 해당 지역의 다른 실험과 공유되는 예상되는 형식상의 대략적인 위치를 나타낸다.
3. ↑  표고는 폭발 지점 바로 아래의 지면 높이를 해수면 기준으로 나타낸 것이며, 높이는 탑, 풍선, 수직갱, 터널, 공중 투하 또는 기타 장치에 의해 추가된 거리이다. 로켓 폭발의 경우 지면 높이는 "N/A"이다. 경우에 따라 높이가 절대적인지 지면에 대한 상대적인지 불분명한 경우가 있다(예: 플럼밥/존). 숫자나 단위가 없으면 값이 알 수 없음을 의미하고, "0"은 0을 의미한다. 이 열은 표고와 높이를 합산하여 정렬된다.
4. ↑  대기, 공중 투하, 풍선, 포, 순항 미사일, 로켓, 지표면, 탑, 바지선은 모두 1963년 이후 부분적 핵실험 금지 조약에 의해 금지되었다. 밀폐된 수직갱과 터널은 지하에 있으며, PTBT에 따라 계속 유용했다. 의도적인 분화구 형성 실험은 경계선에 있으며, 조약 하에서 발생했지만 때로는 항의를 받았고, 일반적으로 평화적 사용으로 선언된 경우 간과되었다.
5. ↑  무기 개발, 무기 효과, 안전 실험, 운송 안전 실험, 전쟁, 과학, 공동 검증 및 산업/평화적 사용을 포함하며, 더 세분화될 수 있다.
6. ↑  알려진 시험 품목에 대한 명칭, "?"는 이전 값에 대한 불확실성을 나타내고, 특정 장치에 대한 별명은 따옴표 안에 표시된다. 이 정보 범주는 종종 공식적으로 공개되지 않는다.
7. ↑  TNT 톤 또는 킬로톤으로 추정된 에너지 수율. 1톤의 TNT 환산은 4.184 기가줄(1 기가칼로리)로 정의된다.
8. ↑  알려진 경우, 즉시 방출되는 중성자를 제외한 대기 중 방사성 물질 방출량. 측정된 종은 아이오딘-131만 언급된 경우이고, 그렇지 않으면 모든 종이다. 항목이 없으면 알 수 없음을 의미하며, 지하에서는 아마도 없으며, 그렇지 않으면 현장 또는 현장 밖에서 측정되었는지 여부와 알려진 경우 방출된 방사능 양을 나타낸다.